# Wiktorówka (rejon humański)
Wiktorówka (ukr. Вікторівка) – wieś na Ukrainie, w obwodzie czerkaskim, w rejonie humańskim.